# Schwarzrheindorf/Vilich-Rheindorf
Schwarzrheindorf/Vilich-Rheindorf is een wijk in Bonn aan de rechterzijde van de Rijn, in het noorden van het stadsdistrict Beuel. De Doppelkirche St. Clemens in Schwarzrheindorf behoort tot de belangrijkste culturele bezienswaardigheden in Bonn.
Schwarzrheindorf heeft ca. 4.500 inwoners. Samen met Vilich-Rheindorf vormt het een administratieve wijk, die in het westen aan de Rijn grenst, in het oosten aan Vilich en in het zuiden aan het Beuelse Combahnviertel. In het noorden reikt de wijk tot de stadsgrens van Bonn langs de Sieg.